# Garrison (Minnesota)
Garrison – miasto w Stanach Zjednoczonych, w stanie Minnesota, w hrabstwie Crow Wing.